# Anton Žlogar (nogometaš)
Anton »Tonči« Žlogar, slovenski nogometaš in trener, * 24. november 1977, Izola.

## Kariera
Nogometno pot je Tonči začel pri NK Primorje, jo nadaljeval pri NK Gorica, Olimpiji, Paralimni, Anorthosis Famagusti, AC Omonia, nazadnje je leta 2013 igral za NK Kras, ki ga je po koncu svoje kariere nogometaša med letoma 2014 in 2016 vodil kot trener.
Igral je tudi za slovensko nogometno reprezentanco, za katero je nastopil na Euru 2000.

## Dosežki
NK Primorje
- Slovenska prva nogometna liga:

- Podprvak: 1996-97

- Slovenski nogometni pokal:

- Drugo mesto: 1996-97, 1997-98

ND Gorica
- Slovenska prva nogometna liga:

- Podprvak: 1998-99, 1999-00

- Slovenski nogometni pokal: 2000-01

NK Olimpija
- Slovenska prva nogometna liga:

- Podprvak: 2003-04

- Slovenski nogometni pokal: 2002-03

Anorthosis Famagusta FC
- Ciprska prva nogometna liga: 2007-08
- Ciprski nogometni pokal: 2006-07

- Drugo mesto: 2007-08

- LTV Superpokal: 2007